# 反畸形12年國教學生聯盟
反畸形12年國教學生聯盟（簡稱為反畸教）是台灣一個由中學生自發性組成的網路社團，組織大部份時間在網路活動，但會不定期舉辦實體聚會。成員曾多次登上公開媒體發表意見。

## 簡介
該社團創立於facebook平台，為針對教育部制定的12年國教政策版本表達意見，並為宣示其成員「不全然反對」12年國教的立場而成立，因而將社團名稱定為「反畸形12年國教學生聯盟」。社團成員年齡層跨距國中生到大專，以至於部分支持學生的社會人士，但以高中生為多。
該社團最廣為人知的活動為2011年8月21日時發起於教育部前陳情、抗議的活動。當天數十名學生成員在教育部圍牆外高舉標語、並大聲疾呼「12年畸教黑白來，台灣學生站出來」等口號，表達對於國教政策的不滿。

## 歷來活動

### 2011年
- 4月，桃園陳姓國中女學生在臉書上成立名為「反十二年國教學生積極行動促進會」的社團[來源請求]，為該社團前身。
- 7月，社團成員至新竹清華大學拜訪台灣教改前輩李天健教授，聽取過去教改以及十二年國教之資訊與精神。而後社團便更名為「反畸形12年國教學生聯盟」。
- 8月21日，發起教育部前陳情抗議活動。因超過200人在社團開設的臉書專頁中表示會出席，並有兩千餘人按「讚」，在行動前受傳媒關注[2]。[3]

### 2012年
- 4月16日，聯盟成員洪靖出席TVBS電視台談話性節目2100全民開講，談論當時建中生聯署反對12年國教上路事件[4]。
- 4月20日，洪靖再次出席全民開講節目。
- 6月，聯盟成員接受破報周刊訪問，14日以「十二年國教前夕的革命之旅」為標題刊出。[5]
- 9月8日，協辦「十二年國教親師生綜合座談會」，並由建國中學洪靖等人代表聯盟發言，與主辦單位十二年國教學生研討會、全國家長團體聯盟、全教總等及受邀來賓教育部次長陳益興等人對談。

## 外部連結
- 反對政府的畸形版十二年國教台灣連署資源運籌平台
- 仍用舊課綱 12年國教如何特色招生（页面存档备份，存于）
- 反畸形12年國教學生聯盟粉絲專頁（页面存档备份，存于）Facebook 反畸形12年國教學生聯盟粉絲專頁